# Marki
Pour les articles homonymes, voir Marki (homonymie).
Marki (prononciation : [ˈmarkʲi]) est une ville du powiat de Wołomin et de la voïvodie de Mazovie, située dans la proche banlieue industrielle du nord-est de Varsovie.
La ville est située sur les bords de la rivière Długa, le long de la route internationale qui relie Varsovie à Białystok et à la Biélorussie.

## Histoire
Marki, ville située dans les environs directs de Varsovie, sur la route de Białystok était, il y a encore quelques décennies, un des centres industriels les plus modernes du secteur textile. Les débuts de la ville d'aujourd'hui remontent à la fin du XVIe siècle ou, plus vraisemblablement, dans les années 1580.
Le village tient son nom des premiers habitants : les familles Manków ou Marków. En 1827 il compte 414 habitants, répartis dans 70 foyers.
La seconde moitié du XIXe siècle voit l’artisanat se développer à Marki. L’arrivée de la grande industrie dans les années 1880 marque le début d'un développement rapide. Sa situation assurant des conditions de transport commodes, la société «Brigs and Posselt» décide de s'y installer. L’usine importe sa matière première d'Australie, d’Argentine et de Russie méridionale et produit, pour la première fois en Pologne, des fils de laine peignée.
À la fin du XIXe siècle, Marki compte environ 10 000 habitants et est devenu un des plus importants centres industriels du Royaume. Mais la Première Guerre mondiale freine le développement économique de l'usine et provoque la dévastation du parc mécanique. Malgré la fermeture du marché oriental qui limite la production, l’usine est reconstruite, pour être totalement détruite pendant la Seconde Guerre mondiale. De nos jours, ne subsistent que la cheminée et les bâtiments des chaudières à turbines, fournissant un précieux exemple de l'architecture industrielle de l'époque.
Les dernières années marquent une nouvelle étape dans le développement de Marki, qui, d’une petite bourgade de banlieue, se transforme progressivement en centre industriel, accueillant plusieurs nouveaux établissements et une zone d’habitation pour les habitants de la région de Varsovie.

## Personnalité de Marki
- Mikalojus Konstantinas Čiurlionis